# VEC-M1偵察車

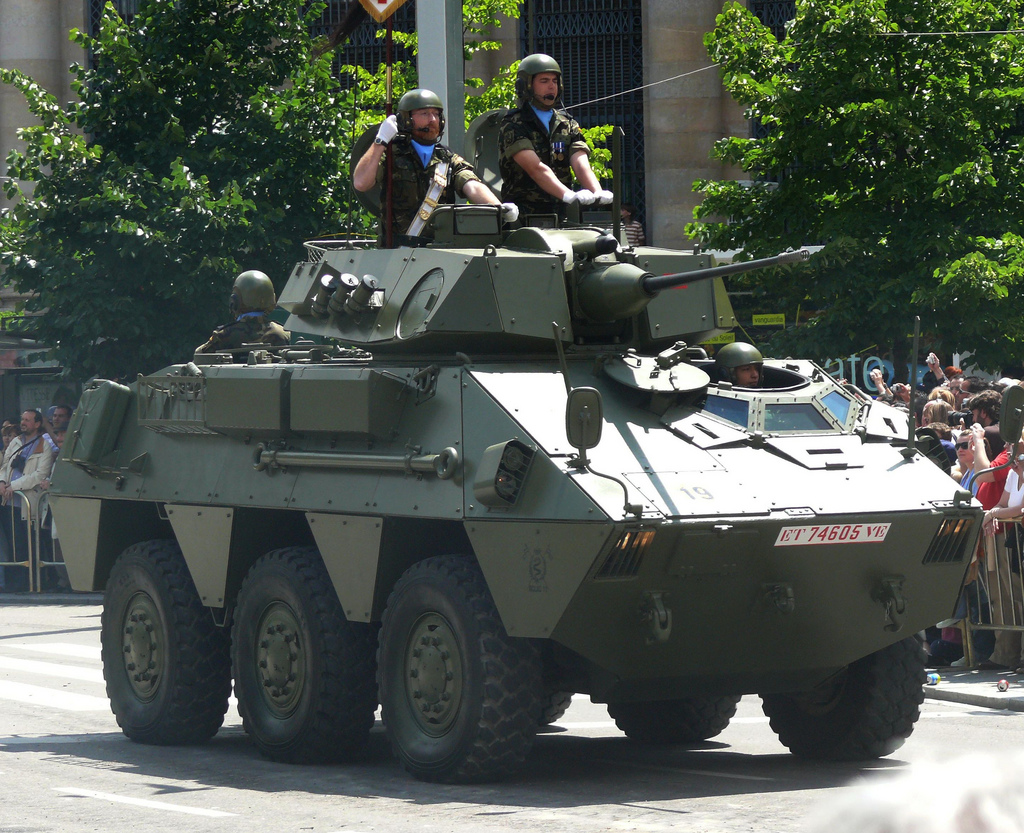
VEC装甲车

裝甲偵察車VEC-M1是西班牙交通運輸工具生產製造商Pegaso(現今之Iveco)所生產製造。
VEC-M1是西班牙軍隊偵察騎兵所採用之車輛，其自1980年以BMR-625 VEC之型號服役，並在1990年代晚期全數升級至M1型。
此車輛由Pegaso以頗負盛名之Pegaso BMR的衍生型號為概念進行設計並生產製造。
是以315匹馬力的Scania DS9六汽缸柴油引擎提供動力的六輪車輛，DS9取代原先的Pegaso 306匹馬力引擎，並設置在車體的右後側。
武裝方面，配備有25mm自動化鏈炮(M242毒蛇)，以及同軸機槍7.62mm MG3S於兩人制塔台；六座電子點燃式煙霧榴彈發射器以平均分配之方式安設於塔台兩側。
VEC-M1具有兩棲作戰能力，當須在水中行進時，兩門水力噴射器屬於可以替換之額外選擇性配備。

車輛人員組成制度為五人：指揮官、機搶手、駕駛員各一名，以及偵察兵兩名。